# بوخنباخ
بوخنباخ (به آلمانی: Buchenbach) یک شهر در آلمان است که در برایگاو-هخشوارتسوالد واقع شده‌است. بوخنباخ ۳٬۲۴۷ نفر جمعیت دارد.

## خواهرخوانده
شهر آورباخ (فوکتلاند) خواهرخواندهٔ بوخنباخ هست.